# 下山インターチェンジ
下山インターチェンジ（しもやまインターチェンジ）は、福井県大野市にある中部縦貫自動車道（大野油坂道路）のインターチェンジである。
福井市方面へのハーフICである。

## 道路
- E67 中部縦貫自動車道（大野油坂道路）[1]

## 接続する道路
- 国道158号[3]

## 歴史
- 2022年（令和4年）9月28日 :  IC名称が「下山IC」に正式決定[5]。
- 2023年（令和5年）10月28日 : 九頭竜IC - 勝原IC間開通に伴い供用開始[6]。

## 周辺
- 越前下山駅（JR越美北線）
- 九頭竜温泉
- 荒島岳下山登山口
- 大野市DAINOUスポーツランド（クロスカントリースキーコース、夏季トレーニング施設）

## 隣
E67 中部縦貫自動車道（大野油坂道路）
九頭竜IC - 下山IC - 勝原IC